# Châtelet (Belgien)
Châtelet ist eine Stadt in der Provinz Hennegau im wallonischen Teil Belgiens.

## Politik

### Stadtrat
- PTB: 4
- PS: 19
- Ecolo: 0
- LE: 2
- MR: 7
- Sonst.: 1

Nach der Wahl hatte die PS eine absolute Mehrheit.
Sie besteht aus den Ortsteilen Châtelet, Bouffioulx und Châtelineau.
- PTB: 4
- PS: 103
- Ecolo: 13
- Vivant: 1
- DéFI: 1
- LE: 16
- MR: 19
- FN: 3
- Sonst.: 5

Auch hier hat die PS mit 103 Sitzen eine absolute Mehrheit. 
 Mit rund 63 % der Sitze fehlen ihnen nur 7 (auf 110) Sitze für eine 2/3 Mehrheit.
- PS: 103
- MR: 19
- LE: 16
- Ecolo: 13
- Sonst.: 5
- PTB: 4
- FN: 3
- Vivant: 1
- DéFI: 1

## Städtepartnerschaften
- Vimoutiers (Frankreich)
- Casteltermini (Italien)

## Persönlichkeiten
- Louis Mottiat (1889–1972), Radrennfahrer, im Ortsteil Bouffioulx geboren
- René Magritte (1898–1967), Maler, verbrachte hier einen Teil seiner Jugend
- René Smet (1898–1980), Ruderer und Boxer
- Jean Delire (1930–2000), Filmregisseur
- Robert Cogoi (1939–2022), Sänger
- Bruno Castellucci (* 1944),  Jazzschlagzeuger, in Châtelet geboren